# Fumizuki (Schiff, 1926)
Die Fumizuki (jap. 文月, dt. „Juli“) war ein Zerstörer der Mutsuki-Klasse der Kaiserlich Japanischen Marine.

## Geschichte
Das Schiff wurde von der Fujinagata Sb. Co. in Ōsaka gebaut und lief am 16. Februar 1925 vom Stapel. Die Indienststellung erfolgte am 3. Juli 1926 und 1928 wurde es auf den Namen Fumizuki getauft, da es vorher nur mit einer Nummer (Nr. 29) benannt wurde.
Im Pazifikkrieg unterstützte es die japanischen Landungen am Golf von Lingayen und auf Aparri (Schlacht um die Philippinen). Es wurde ebenfalls für die Begleitung von Konvois nach Songkhla, Britisch-Malaya, Französisch-Indochina und die Invasion von Java eingesetzt. Zudem fuhr der Zerstörer Missionen des Tokyo Express.
Die Fumizuki wurde am 17. Februar 1944 im Rahmen der Operation Hailstone von Trägerflugzeugen torpediert, wobei 29 Besatzungsmitglieder ums Leben kamen. Das Schiff sank am 18. Februar bei den Koordinaten: 7° 24′ N, 151° 44′ O.